# Recep Tayyip Erdoğan

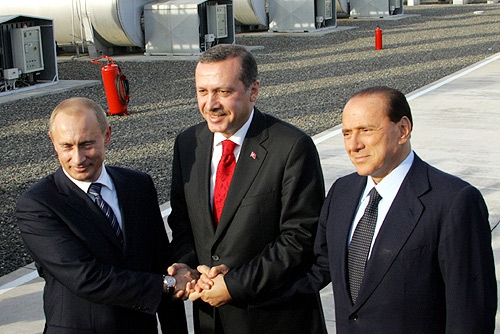
Recep Tayyip Erdoğan, Władimir Putin i Silvio Berlusconi (2005)

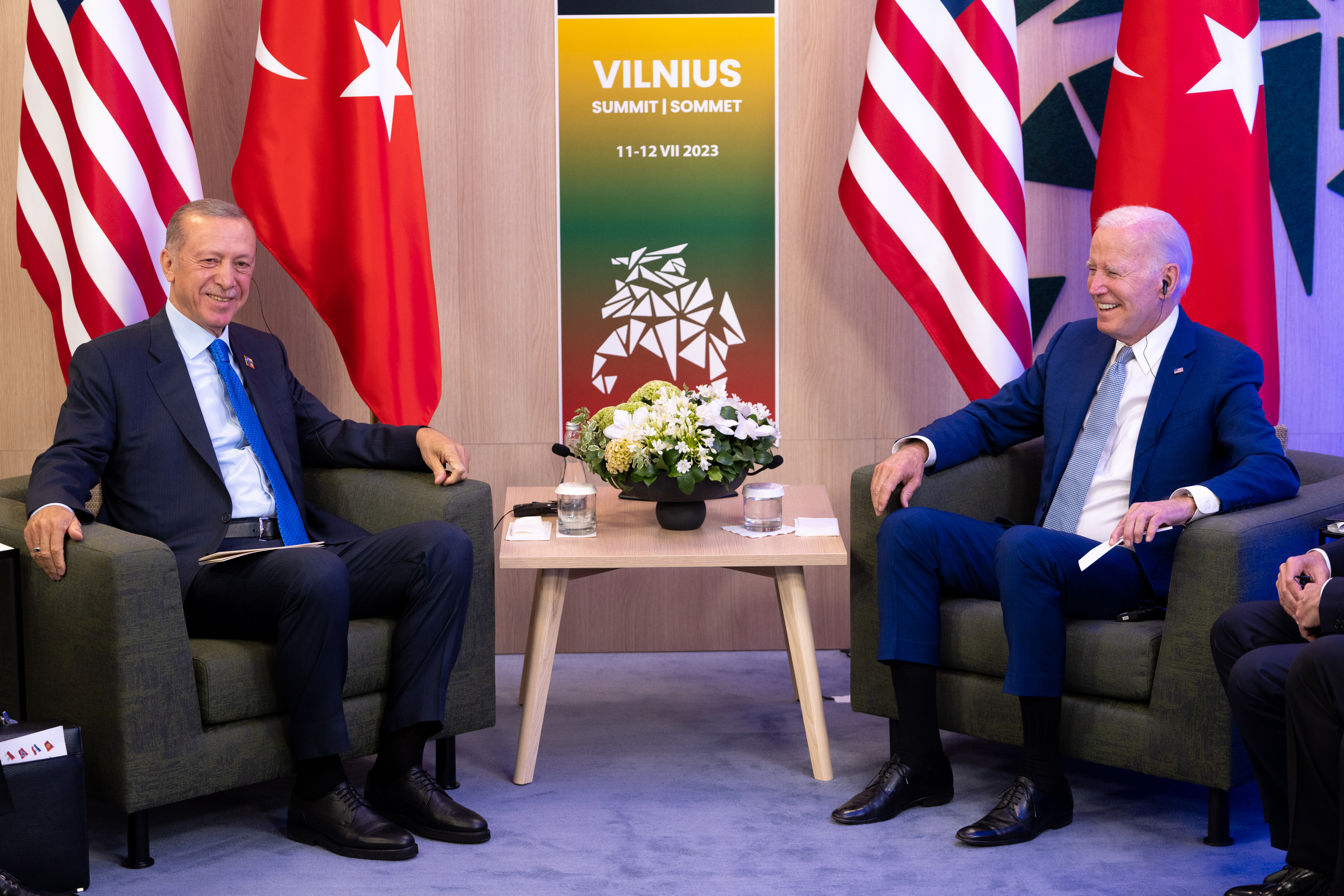
Recep Tayyip Erdoğan i prezydent USA Joe Biden (2023)

Recep Tayyip Erdoğan (wym. tur. [ˈɾɛdʒɛp ˈtɑːjip ˈɛɾdɔːɑn]; ur. 26 lutego 1954 w Stambule) – turecki ekonomista i polityk, przewodniczący Partii Sprawiedliwości i Rozwoju w latach 2001–2014 i ponownie od 2017, burmistrz Stambułu w latach 1994–1998, premier Turcji w latach 2003–2014, prezydent Turcji od 28 sierpnia 2014.

## Życiorys
W 1973 ukończył szkołę religijną İmam Hatip Lisesi w Stambule, a w 1981 studia na Wydziale Ekonomii i Handlu Uniwersytetu Marmara.
Pochodzi z ubogiej rodziny pracownika straży przybrzeżnej z Rize. Wychowywał się w stambulskiej dzielnicy Kasımpaşa. W młodości zarabiał na życie, sprzedając na ulicy lemoniadę i sezamki. Przez wiele lat amatorsko uprawiał piłkę nożną.
W czasie studiów zaangażował się w działalność polityczną. Był członkiem Tureckiego Narodowego Związku Studentów. Związał się z ruchem islamistycznym skupionym wokół Necmettina Erbakana. Wstąpił do islamistycznej Partii Ocalenia Narodowego (MSP). W 1976 został wybrany na przewodniczącego organizacji młodzieżowej MSP w Beyoğlu, a następnie został szefem organizacji młodzieżowej MSP w Stambule.
Po przewrocie wojskowym 12 września 1980, po którym zdelegalizowano wszystkie partie polityczne, Erdoğan pracował w sektorze prywatnym jako doradca i menedżer. W 1983 wrócił do działalności politycznej jako członek Partii Dobrobytu. Rok później został przewodniczącym okręgowej organizacji partyjnej w Beyoğlu, a w 1985 przewodniczącym organizacji regionalnej w Stambule oraz członkiem centralnych władz partii.
27 marca 1994 wygrał wybory na stanowisko burmistrza Stambułu. W okresie sprawowania tej funkcji (1994–1998), Erdoğanowi udało się rozwiązać szereg problemów w sferze gospodarki, infrastruktury, komunikacji oraz ekologii, m.in. poprzez budowę sieci wodociągowej i kanalizacyjnej, oczyszczalni ścieków, dróg i mostów, mieszkań komunalnych oraz pomoc dla najuboższych. Zdołał również spłacić znaczną część miejskich długów. Erdoğan uchodzi też za pierwszego z burmistrzów Stambułu, który zatroszczył się o ochronę środowiska. Za osiągnięcia w zarządzaniu metropolią był chwalony także przez przeciwników politycznych. Mimo zarzutów, że na miejskich kontraktach skorzystały firmy należące do jego partyjnych kolegów, Erdoğan zachował opinię jednego z najmniej skorumpowanych polityków tureckich. Jednocześnie Erdoğan zrezygnował z realizacji pomysłów niezgodnych ze świeckim charakterem państwa tureckiego (m.in. ponownego przekształcenia Hagia Sophia w meczet).
12 grudnia 1997 na wiecu w prowincji Siirt wygłosił przemówienie, w którym zacytował fragment poematu Ziyi Gokalpa:

Meczety są naszymi koszarami. Minarety są naszymi bagnetami. Kopuły są naszymi hełmami. Wierni są naszymi żołnierzami. (…) Nikt nie zdoła uciszyć wołania na modlitwę. Położymy kres rasizmowi w Turcji. Nigdy nas nie zdławią. Nawet gdy otworzą się niebiosa i ziemia, nawet gdy zaleją nas wody i wulkany, nigdy nie zawrócimy z naszej drogi. Moim oparciem jest islam. Gdybym nie mógł o nim mówić, po cóż miałbym żyć?

Przemówienie zostało uznane za podżeganie do nienawiści na tle religijnym. W 1998 Erdoğan został usunięty z funkcji burmistrza Stambułu i skazany na dziesięć miesięcy pozbawienia wolności. Po kolejnych apelacjach wyrok został utrzymany w mocy, jednak Erdoğan nie odbył całej kary. Latem 2001 wyszedł na wolność po czterech miesiącach więzienia na mocy amnestii.
14 sierpnia 2001 wraz z grupą działaczy zdelegalizowanej islamistycznej Partii Cnoty (następczyni Partii Dobrobytu) założył ugrupowanie Partia Sprawiedliwości i Rozwoju (AKP). Został wybrany jej przewodniczącym. Jako lider nowej formacji politycznej odwołującej się do tradycji ruchów islamistycznych Erdoğan złagodził retorykę religijną i opowiedział się za integracją Turcji z Unią Europejską. W wyborach parlamentarnych w 2002 AKP zdobyła ponad 34% głosów i dwie trzecie mandatów w parlamencie, dzięki czemu mogła utworzyć większościowy gabinet. W związku z sądowym zakazem pełnienia funkcji publicznych Erdoğan nie mógł kandydować ani objąć stanowiska szefa rządu. Po zdjęciu zakazu 9 marca 2003 wziął udział w wyborach uzupełniających w okręgu Siirt zdobywając 85% głosów.
14 marca 2003 objął stanowisko premiera Turcji. W 2007 uzyskał reelekcję w kolejnych wyborach parlamentarnych, zdobywając mandat w okręgu stambulskim. AKP uzyskała zaś łącznie ponad 46% głosów oraz 341 miejsc w Zgromadzeniu Narodowym, co umożliwiło jej utworzenie kolejnego rządu większościowego z Erdoğanem na stanowisku premiera. Erdoğan zachował stanowisko po kolejnych wyborach parlamentarnych w 2011, w których AKP zdobyła 49,9% głosów oraz 326 mandatów.
Jako kandydat Partii Sprawiedliwości i Rozwoju brał udział w pierwszych w historii kraju powszechnych wyborach prezydenckich. Głosowanie odbyło się 10 sierpnia 2014, Erdoğan zwyciężył już w pierwszej turze uzyskując 51,79% głosów. Wkrótce potem nowym przywódcą Partii Sprawiedliwości i Rozwoju i następcą Erdoğana na stanowisku szefa rządu został mianowany minister spraw zagranicznych Ahmet Davutoğlu. 28 sierpnia 2014 został oficjalnie zaprzysiężony na stanowisku prezydenta.
Po wydaniu przez Sąd Konstytucyjny Turcji wyroku z 26 lutego 2016 uznającego aresztowanie dwóch dziennikarzy Cana Dündara i Erdema Güla za bezprawne, 11 marca 2016 Erdoğan stwierdził, iż organ ten poczynił krok przeciwko narodowi i że kolejne takie działania Sądu mogą postawić jego dalsze istnienie pod znakiem zapytania.

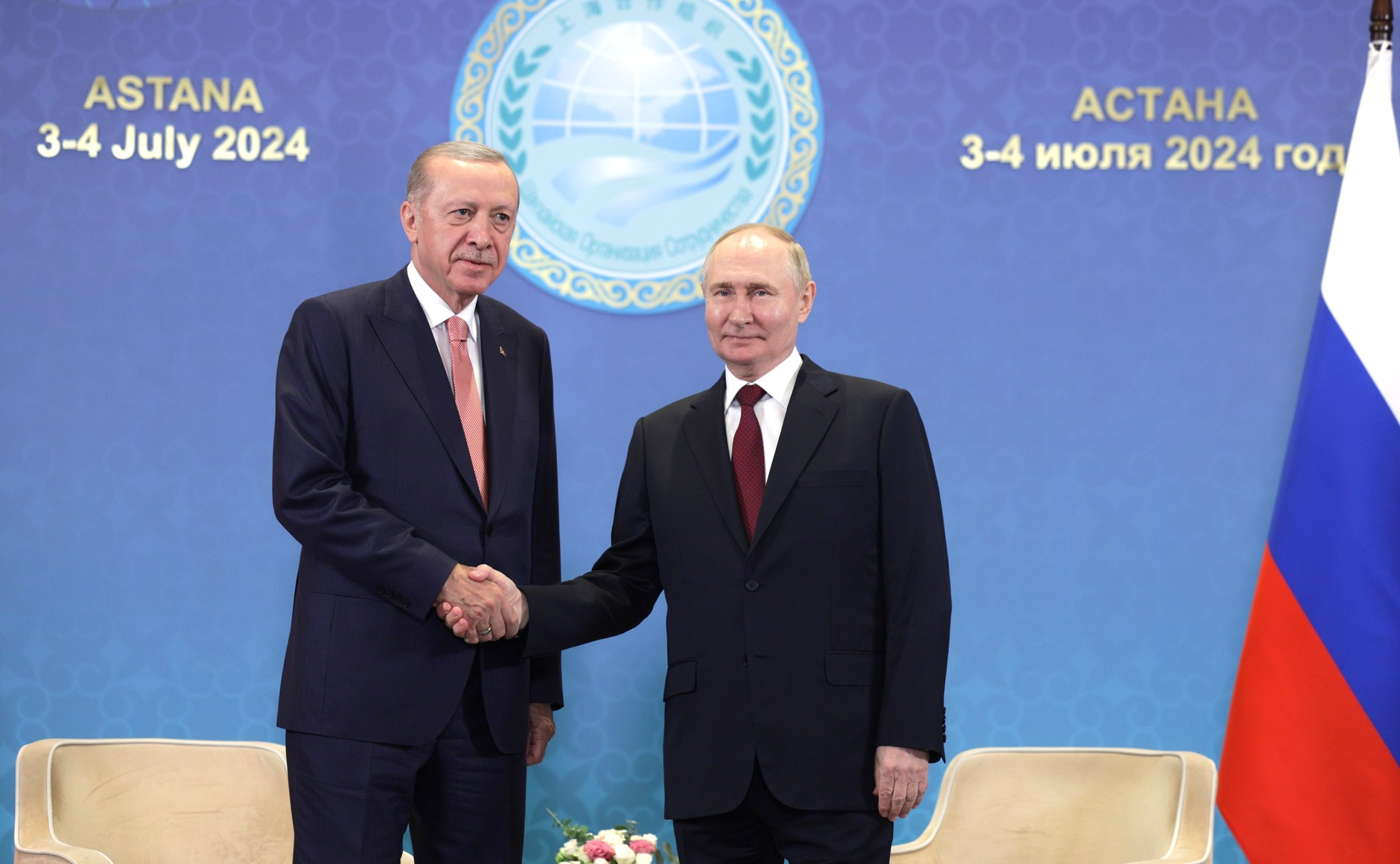
Recep Tayyip Erdoğan i prezydent Rosji Władimir Putin (2024)

16 kwietnia 2017 z jego inicjatywy odbyło się ogólnopaństwowe referendum w sprawie zmiany ustroju państwa z parlamentarnego na prezydencki.
Rok później zwyciężył już w pierwszej turze wyborów prezydenckich. 9 lipca został zaprzysiężony na kolejną kadencję, jednocześnie obejmując urząd szefa rządu. W czerwcu 2022 oficjalnie ogłosił, że będzie ubiegał się o reelekcję w majowych wyborach prezydenckich. W pierwszej turze wyborów z 14 maja 2023 otrzymał 27 088 360 głosów (49,50%), zajmując 1. miejsce spośród 4 kandydatów. Przeszedł do drugiej tury, w której jego konkurentem został kandydat opozycji Kemal Kılıçdaroğlu (który uzyskał poparcie na poziomie 44,89%). W drugiej turze wyborów z 28 maja 2023 Recep Tayyip Erdoğan został większością głosów wybrany na trzecią kadencję, otrzymując 27 725 131 głosów (52,16%). 3 czerwca 2023 został zaprzysiężony na trzecią kadencję.

## Odznaczenia
- Medal „Upamiętnienia 1000-lecia Kazania” (Rosja, 2006)[14]
- Order Pakistanu (Pakistan, 2009)[15]
- Order Złotego Runa (Gruzja, 2010)[16][17]
- Order „Danaker” (Kirgistan, 2011)[18]
- Order „Złoty Orzeł” (Kazachstan, 2012)[19]
- Order Heydəra Əliyeva (Azerbejdżan, 2014)[20]
- Wielka Wstęga Orderu Leopolda (Belgia, 2015)[21]
- Order Gwiazdy Somalii (Somalia, 2015)[22]
- Krzyż Wielki Orderu Zasługi (Gwinea, 2016)[23]
- Łańcuch Orderu Honoru (Sudan, 2017)
- Krzyż Wielki Narodowego Orderu Madagaskaru II klasy (Madagaskar, 2017)[24]
- Order Khalifa (Bahrajn, 2017)[25][26]
- Order Mubaraka Wielkiego (Kuwejt, 2017)[27][28]
- Order Republiki (Tunezja, 2017)[29]
- Krzyż Wielki Orderu Narodowego Lwa (Senegal, 2018)[30]
- Krzyż Wielki Orderu Narodowego (Mali, 2018)[31]
- Order Republiki (Mołdawia, 2018)[32]
- Wielki Łańcuch Orderu Oswobodziciela (Wenezuela, 2018)[33]
- Order Zasługi (Paragwaj, 2018)[34]
- Order Księcia Jarosława Mądrego I klasy (Ukraina, 2020)[35]